# オリバー・O・ハワード
オリバー・オーティス・ハワード（英: Oliver Otis Howard、1830年11月8日-1909年10月26日）は、アメリカ陸軍の職業軍人であり、南北戦争では北軍の将軍だった。軍団指揮官として望んだチャンセラーズヴィルの戦いとゲティスバーグの戦いでは屈辱的な敗北を喫したが、西部戦線に配属されてからはこの挫折から立ち直り、軍団指揮官および一軍指揮官として功績を残した。戦後、西部で部隊指揮を執り、ネズ・パース族に対する有名な作戦を遂行した。ハワード大学設立の推進者である。

## 初期の経歴
ハワードはメイン州リーズで、ローランド・ベイリー・ハワードとエリザ・オーティス・ハワード夫妻の息子として生まれた。父のローランドは農夫であり、ハワードが9歳の時に死んだ。
メイン州モンマスのモンマス・アカデミーとヤーマスのノースヤーマス・アカデミー、リードフィールドのケンツヒル学校で学び、19歳の1850年にボウディン大学を卒業した。その後、陸軍士官学校に入り、1854年に同期46人中4番目の成績で卒業し、兵站部の名誉少尉に任官された。ニューヨーク州トロイ近くのウォーターブリート武器庫で勤務し、一時的にメイン州オーガスタのケネベック武器庫で指揮官となった。1855年、エリザベス・アン・ホワイトと結婚し、7人の子供を持つことになった。1857年、セミノール戦争のためにフロリダ州に転属となった。福音派キリスト教会に改宗したのがフロリダの時であり、牧師になるために除隊も考えた。その宗教指向により、後に「クリスチャン将軍」という渾名も貰った。1857年にはウェストポイント（陸軍士官学校）に戻って数学教官となり、翌年中尉に昇進した。サムター要塞の降伏で南北戦争が始まると、牧師になりたいという考えは脇によけて、国のために働く決心をした。

## 南北戦争
ハワードは第3メイン歩兵連隊の大佐に指名され、第一次ブルランの戦いでは一時的に旅団指揮を執った。1861年9月3日には准将に昇進し、その旅団の指揮を任された。半島方面作戦ではジョージ・マクレラン少将のポトマック軍に加わった。
1862年6月1日、フェアオークス（セブンパインズの戦い）で旅団指揮を執っているときに、右腕を2回負傷し、その後切断された（フェアオークスでの英雄的行動に対し1893年に名誉勲章を受けた）。左腕を失っていたフィリップ・カーニー准将がハワードのもとを訪れ、一緒に手袋を買いに行けると冗談を言った。ハワードは直ぐに快復できてアンティータムの戦いに参戦し、このときは第2軍団の師団指揮官に昇格した。1862年11月には少将に昇進し、翌年4月には第11軍団の指揮官となった。この任務はフランツ・シーゲル少将と交代するものだった。この軍団は大部分がドイツ人移民で構成されていたので、兵士の多くは英語を話さず、新しい指揮官に不満で、公然とシーゲルの復職を求めた。
ハワードの軍歴では2回大きな挫折を味わったが、その1回目がチャンセラーズヴィルの戦いだった。1863年5月2日、その軍団はチャンセラーズヴィルの交差点の北西、北軍前線の右翼にあった。南軍ロバート・E・リー将軍とストーンウォール・ジャクソン中将が大胆な作戦を立てて、ジャクソンの全軍が密かに北軍側面に回り込み攻撃した。このときポトマック軍を指揮していたジョセフ・フッカー少将からは、ハワード軍団の側面が川のような自然の障害物に接していないために「無防備」であり、南軍がその方向に動いて来るかも知れないと警告を受けていた。ハワードはその警告への対応を怠り、ジャクソン軍が日暮れ前に攻撃を掛け、第11軍団は潰走し、北軍の作戦に大きな混乱を来してしまった。
ゲティスバーグの戦いの時は、第11軍団が5月の屈辱からまだ立ち直っていないままで、1863年7月1日午後に戦場に到着した。ハワード指揮下の師団指揮官フランシス・C・バーロー准将の防御線の配置がまずかったために、そこを南軍リチャード・イーウェル中将に付け込まれ、この時も第11軍団は潰走してゲティスバーグの町を通って撤退させられ、多くの兵士が捕虜になった。町の南、セメタリーヒルで、ハワードは誰が防御軍の指揮を執るかでウィンフィールド・スコット・ハンコック少将と喧嘩になった。ハンコックはジョージ・ミード少将から指揮を執れと書かれた命令書を受け取って派遣されてきていたが、ハワードはその場では自分の方が階級が上だと主張した。最後はハワードが折れた。ハワードは自分の軍団の失敗はすぐ西にいたアブナー・ダブルデイ少将の第1軍団が崩壊したことが引き金になったという話を広め始めたが、この言い訳は当時も歴史によっても受け入れられることは無かった。真実は逆であった。第11軍団の評判は失墜した。ハワードは賢明にも配下の1個師団（アドルフ・フォン・シュタインベーア少将）を予備隊かつ防御線の重大な支援隊としてセメタリーヒルに駐屯させていたので、ゲティスバーグでの最終的な成功のためにいくらかでも功績を挙げておくべきだった。ゲティスバーグの3日間の戦いで残りの期間、その軍団はセメタリーヒル周辺の防御に留まり、7月2日の南軍ジュバル・アーリー少将の攻撃に耐え、7月3日のジョージ・ピケットの突撃に対しては防御線の端っこで参戦した。
ハワードとその軍団は西部戦線に転属となり、テネシー州でカンバーランド軍の一部となった。第三次チャタヌーガの戦いでは、この軍団がミッショナリーリッジを占領する衝撃的な攻撃に加わり、ブラクストン・ブラッグ将軍の南軍を撤退させた。1864年7月、ジェイムズ・マクファーソン少将の戦死の後で、テネシー軍指揮官となり、アトランタ方面作戦で戦い、ウィリアム・シャーマン少将の有名な海への進軍ではその右翼を率い、ジョージア州から両カロライナ州まで進軍した。

## 戦後

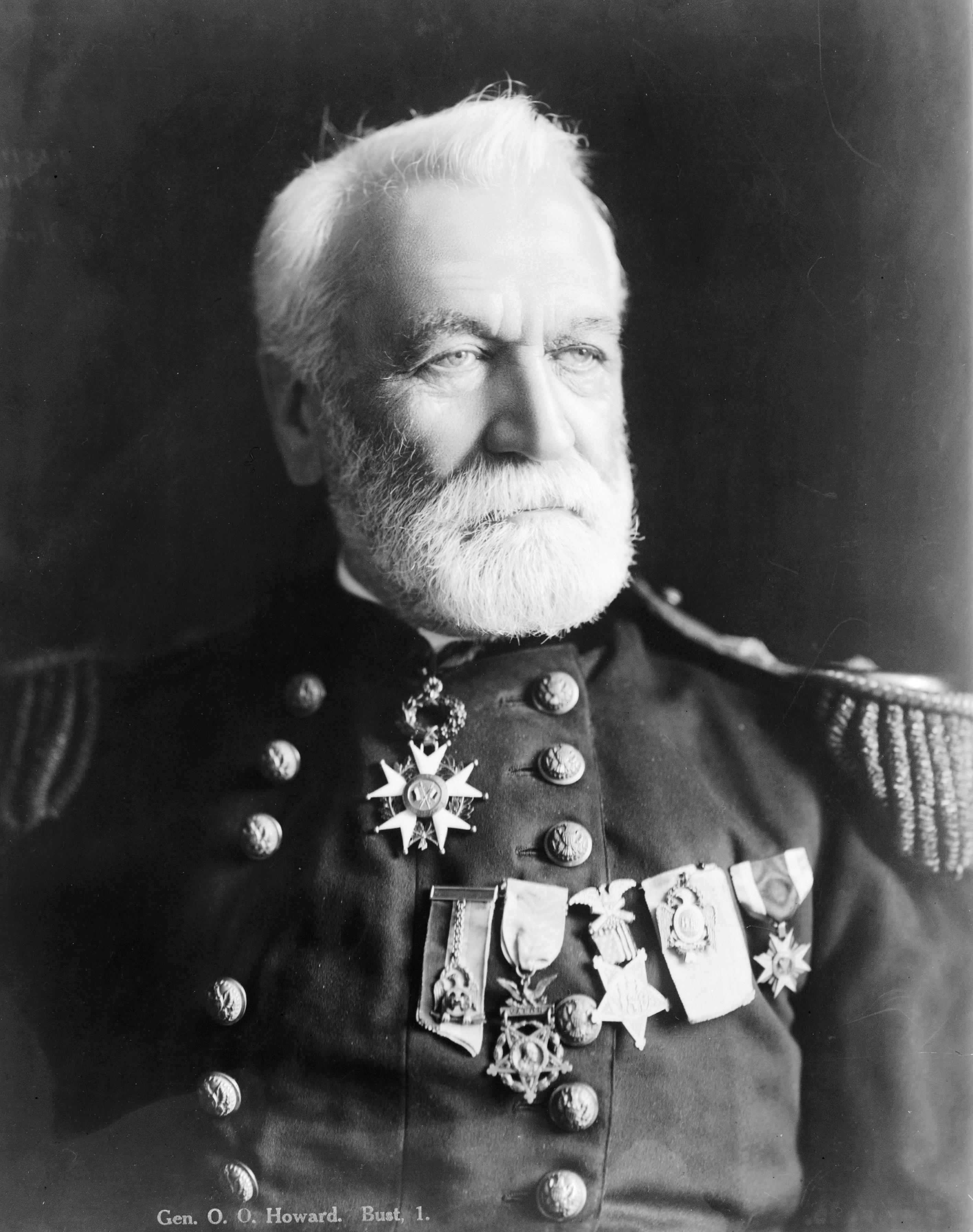
戦後のハワード将軍

1865年5月から1867年7月まで、ハワードは難民、解放奴隷および放棄土地監督局のコミッショナーを務めた。1874年にはコロンビア方面軍の指揮を任され、西部のワシントン準州バンクーバー砦に行って、インディアン戦争で戦い、特にネズ・パース族に対するものではジョセフ酋長の降伏に追い込んだ。1879年、ワシントンD.C.でジョセフ酋長が行った有名な演説では、「もしハワード将軍が私の蓄えを集めるために十分な時間をくれ、人が扱われるべきようにトゥ・ハル・ハル・ソトを待遇をしてくれたならば、戦争は無かっただろう。」と主張した。その後ハワードは1881年から1882年まで陸軍士官学校の校長を務めた。1882年から1884年まではプラット方面軍指揮官を務めた。1894年、少将の位でアメリカ陸軍を除隊した。

### ハワード大学
ハワードはワシントンD.C.にあるハワード大学の設立のときに演じた役割でも記憶されている。この大学は1867年に連邦議会によって法人化された。この大学は無宗派であり、人種を問わず男女誰でも入学できる。ハワードは解放奴隷監督局のコミッショナーとして、元奴隷や難民の福祉や教育を推進したことで知られた。1866年11月20日、当時社会的に様々な関心を持った集団の中からハワードを含み10人の委員がワシントンD.Cで会し、有色人牧師を育てるための神学校の計画を論じた。しかし、牧師以外の教育機関を作ることへの興味が勝った。その結果は説教師や教師を教育するためのハワード師範・工業学校だった。1867年1月8日、理事会での投票によって学校名をハワード大学に変えた。ハワードは1869年から1874年まで学長を務めた。1895年には「マウンテン・ホワイト」（山岳地の白人）教育のために、テネシー州ハロゲイトにリンカーン記念大学も創設した。

### 死および記念
ハワードはバーモント州バーリントンで死に、そこのレイクビュー墓地に埋葬されている。
- 芸術家ジェイムズ・E・ケリーがデザインしたハワードの胸像がハワード大学に展示されている。
- ゲティスバーグ戦場跡のイースト・セメタリーヒルには印象的な騎馬像がある。
- ボウディン大学の学生寮はハワードの名前が付けられた。
- 共和国グランドアーミーのオリバー・O・ハワード救済部隊は貧窮している元北軍兵の救済と価値ある公共事業の支援のために基金を提供した。1922年にはユタ州に金と州旗のデザインを寄付した。
- メイン州オーバーンの予備役センターはハワードの名前が付けられ、今日でも幾つかのアメリカ陸軍予備役隊に使われている。

ハワードに因んで命名された地名・施設
- デラウェア州ウィルミントンのハワード工業高校。
- ネブラスカ州ハワード郡。
- テネシー州チャタヌーガのハワード・アカデミックス・工業学校。

## 著作
ハワードは戦後多くの著作を著した。『ドナルドの学校時代』（1878年）、『ネズ・パース族のジョセフ』（1881年）、『テイラー将軍』（1892年）、『カスティラのイザベラ』（1894年）、『自叙伝』（1907年）および『私の人生と敵対的インディアンの中での経験』（1907年）がある。

## 大衆文化の中で
- 1950年の映画『折れた矢』では、主人公トム・ジェフォーズ（配役ジェームズ・スチュアート）が「クリスチャン将軍」について耳にする登場人物がハワード将軍であり、バジル・ライスデールが演じた。ハワードはその部隊が彼のことを「聖書を読むハワード」と呼んでいると言う。ジェフォーズからインディアンに対する聖書の影響について問われたハワードは、聖書は「肌の色のことについては何も言っていない」と言って、人種差別を非難する。
- ジェームズ・ホイットモアは1975年のテレビ映画『もはや永久に戦わない』でハワード将軍を登場させ、1877年のネズ・パース族に対するアメリカ陸軍の作戦とジョセフ酋長の降伏を描いた。

## 名誉勲章の謝辞
階級および組織：准将、アメリカ志願兵。場所および日付：バージニア州フェアオークス、1862年6月1日。入隊：メイン州。誕生：1830年11月8日、メイン州リーズ。発行日：1893年3月29日。
謝辞
| 「 | 第61ニューヨーク歩兵連隊を率いて攻撃し、右腕に2回重傷を負い、その腕を切断する必要性があった。 | 」 |